# 三明六通
三明六通，佛教術語，指證得俱解脫阿羅漢果的聖者能夠修行得到的能力。

## 六通
六通是六種神通境界，包括神足通、天眼通、天耳通、他心通、宿命通、漏盡通。漏盡通是一切阿羅漢所必有，但是其餘五種神通，要看修證禪定的程度及是否加修神通而定。
六通中的前五通，不一定是佛教修行者所專有，經由禪定訓練，外道也有能夠得五通的，但是佛教認為俱解脫的阿羅漢，依於解脫智所證得的五通更殊勝於外道。三明是俱解脫阿羅漢聖者所獨有，必須以持戒清淨，並以智慧內觀斷除煩惱之後才能得到。

## 三明
宿命明，天眼明，漏盡明。天眼，天耳，他心，神足，宿命，漏盡六通能夠徹底究竟，所以稱為明。持戒修行方能成就三明。